# Campeonato de Irlanda de Rugby 2003-04
El Campeonato de Rugby de Irlanda (oficialmente All-Ireland League) de 2003-04 fue la decimocuarta edición del principal torneo de rugby de la Isla de Irlanda, el torneo que agrupa a equipos tanto de la República de Irlanda como los de Irlanda del Norte.

## Sistema de disputa
Cada equipo disputó encuentros frente a cada uno de los rivales a una sola ronda, totalizando 14 partidos.
Luego de la fase regular los cuatro mejores clasificados disputaron una semifinal enfrentándose el primer clasificado frente al cuarto y el segundo frente al tercero.
Los últimos dos clasificados descienden a segunda división.
Puntuación
Para ordenar a los equipos en la tabla de posiciones se los puntuará según los resultados obtenidos.
- 4 puntos por victoria.
- 2 puntos por empate.
- 0 puntos por derrota.
- 1 punto bonus por ganar haciendo 3 o más tries que el rival.
- 1 punto bonus por perder por siete o menos puntos de diferencia.

## Clasificación
| Pos. | Equipo             | Encuentros | Encuentros | Encuentros | Encuentros | Tantos | Tantos | Tantos | PB | PB | Puntos |
| Pos. | Equipo             | PJ         | PG         | PE         | PP         | F      | C      | Dif    | BO | BD | Puntos |
| ---- | ------------------ | ---------- | ---------- | ---------- | ---------- | ------ | ------ | ------ | -- | -- | ------ |
| 1.º  | Cork Constitution  | 14         | 11         | 1          | 2          | 287    | 251    | +36    | 5  | 0  | 51     |
| 2.º  | Shannon RFC        | 14         | 11         | 0          | 3          | 366    | 199    | +167   | 4  | 1  | 49     |
| 3.º  | Belfast Harlequins | 14         | 10         | 0          | 4          | 361    | 219    | +142   | 6  | 2  | 48     |
| 4.º  | Buccaneers         | 14         | 10         | 1          | 3          | 315    | 193    | +122   | 3  | 3  | 48     |
| 5.º  | Ballymena          | 14         | 8          | 1          | 5          | 249    | 186    | +63    | 3  | 4  | 41     |
| 6.º  | Blackrock College  | 14         | 9          | 0          | 5          | 257    | 236    | +21    | 0  | 4  | 40     |
| 7.º  | Garryowen          | 14         | 8          | 1          | 5          | 260    | 286    | -26    | 2  | 1  | 37     |
| 8.º  | County Carlow      | 14         | 5          | 1          | 8          | 304    | 282    | +22    | 5  | 5  | 32     |
| 9.º  | Clontarf           | 14         | 5          | 1          | 8          | 251    | 243    | +8     | 2  | 7  | 31     |
| 10.º | UCD                | 14         | 5          | 1          | 8          | 226    | 294    | -68    | 1  | 4  | 27     |
| 11.º | Lansdowne          | 14         | 4          | 1          | 9          | 251    | 305    | -54    | 0  | 4  | 22     |
| 12.º | Dungannon          | 14         | 4          | 0          | 10         | 185    | 249    | -64    | 1  | 3  | 20     |
| 13.º | Galwegians         | 14         | 4          | 0          | 10         | 213    | 355    | -142   | 2  | 2  | 20     |
| 14.º | St. Mary's College | 14         | 3          | 1          | 10         | 212    | 316    | -104   | 0  | 5  | 19     |
| 15.º | Dolphin            | 14         | 3          | 1          | 10         | 227    | 350    | -123   | 0  | 4  | 18     |

## Fase final

### Semifinales
| 1 de mayo de 2004 | Cork Constitution | 20 - 6 | Buccaneers |  |  |

| 1 de mayo de 2004 | Shannon | 27 - 13 | Belfast Harlequins |  |  |

### Final
| 8 de mayo de 2004 | Cork Constitution | 16 - 22 | Shannon RFC |  |  |

| Bandera de Irlanda  |
| Campeón Shannon RFC |
| Sexto título        |